# دورجالي
دورجالي، (بالإنجليزية: Dorgali)‏، (سردينيا: دورغالي) هي بلدية، في مقاطعة نوورو في إقليم سردينيا الإيطالي، وتقع على بعد حوالي 230 كيلومترًا (140 ميلًا) شمال شرق كالياري، وحوالي 38 كم (24 ميلًا) شرقنوورو، في جبل سيسرامونتي.

## السكان
في سنة 1861 بلغ عدد السكان 3٬912 نسمة، وتطور العدد ليصل في سنة 2011 لـ 8٬524 نسمة.
يظهر هذا المخطط البياني تطور النمو السكاني لـ دورجالي